# 2025年パハルガムテロ事件
2025年4月22日、インドが実効支配するジャンムー・カシミールのアナントナーグ県にあるパハルガム（Pahalgam）近郊のバイサラン渓谷でテロリストによる襲撃事件が発生し、少なくとも観光客26人が死亡、20人以上が負傷した。この襲撃は、インドにおいては2008年のムンバイ同時多発テロ以来最悪の規模であり、特に男性のヒンドゥー教徒観光客を標的としたもので、カシミール渓谷における人口構成の変化に抵抗することを目的としていたと報じられている。パキスタンを拠点とし、国連が指定したテロ組織ラシュカレトイバ（LeT）の分派であるレジスタンス・フロント（TRF）が犯行声明を出した。

## 背景
ジャンムー・カシミール州では1980年代後半にイスラム主義武装勢力による反乱が勃発し、カシミール・パンディットの脱出を招き、反乱はそれ以来続いている。2019年8月、インド政府は同州の特別自治権を剥奪し、ジャンムー・カシミールとラダックの2つの連邦直轄領に分割した。この動きにより、地元当局はそれまで資格がなかった人々にも居住権証明書を発行できるようになり、彼らが同地域で土地を購入したり職を得たりすることが可能になった。フォーブスによれば、カシミールは世界で最も高度に軍事化された地域の一つであった。地域の限定的自治権の剥奪後、インドは同地域で大規模な弾圧を開始した。これは進行中のカシミール紛争の中で、インドのパキスタンとの関係を悪化させた。

## テロ
2025年4月22日14時50分（インド標準時）、5人の武装勢力がアナントナーグ県のパハルガム町から約7kmに位置するバイサラン渓谷の草原に侵入した。この地域は四方を鬱蒼とした松林に囲まれており、観光客に人気のスポットであるが、徒歩または馬でしかアクセスできない。地域は厳重には警備されていなかった。襲撃犯はM4カービンとAK-47を携行し、軍服風の服装をしていた。
報告によると、襲撃犯は犠牲者の名前と宗教を尋ねてから射殺した。一部の観光客は、武装勢力が宗教によって選別できるよう、イスラム教の信仰告白であるカリマを暗唱するよう求められたと述べている。男性はズボンを脱がされ、割礼（ヒタン）を受けていないことを確認された上で至近距離から射殺された。現場の映像には、負傷した犠牲者が助けを求め、遺体が地面に散乱するパニック状態が映し出されていた。地元のカシミール人、サイイド・アディル・フセイン・シャーは、観光客を守ろうとし、襲撃犯の一人から銃を奪おうとしたが、射殺されたと報じられている。生存者の証言によれば、襲撃犯の一人はある女性を助命し、その理由として、インド首相ナレンドラ・モディに「この惨状を語り伝える」ためだと告げたという。

## 死傷者
この襲撃で少なくとも市民26人が死亡した。内訳はインドの複数州出身者23人、ジャンムー・カシミール出身者1人、ネパールとアラブ首長国連邦出身の外国人観光客2人である。少なくとも他に20人が負傷した。目撃者によると、犠牲者のほとんどは男性であった。死者にはインドのアルナーチャル・プラデーシュ州、カルナータカ州、ケーララ州、マハーラーシュトラ州、オリッサ州、グジャラート州、ハリヤーナー州、西ベンガル州、ウッタル・プラデーシュ州出身者が含まれ、負傷者にはグジャラート州、タミル・ナードゥ州、マハーラーシュトラ州出身者が含まれていた。死傷者にはインド海軍士官と情報局職員が含まれていた。

## 余波
事件後、地元住民は救助活動を支援し、犠牲者に避難場所を提供した。地元のポニー使い組合のメンバーは、ポニーや即席の担架を使って負傷した観光客11人を救出した。襲撃のニュースが県本部に届いた後、救急隊が現場に到着した。重傷者2人は16時30分頃にアナントナーグの県立病院に搬送され、他の負傷者は近くの医療センターに移送された。重傷者はヘリコプターでシュリーナガルの軍病院に空輸され、さらなる治療を受けた。影響を受けた観光客を支援するためのヘルプラインが設置された。
インド軍、準軍事組織、ジャンムー・カシミール警察による合同の包囲捜索作戦が開始された。パハルガムには一時的な封鎖が敷かれ、インド軍のヘリコプターが武装勢力の追跡のために配備された。武装勢力はピール・パンジャル山脈の高地に逃亡したと報じられている。

### 関連する衝突
同じ作戦地域で、インド兵1人が殺害され、他の兵士2人が反乱勢力との衝突で負傷した。

## 犯行声明
襲撃の犯行声明は、インドがカシミールの特別自治権を剥奪した後の2019年にカシミールで設立された反政府グループであるレジスタンス・フロント (TRF) によって出された。TRFは、よりイスラム的な名前を持つ「伝統的な」カシミールの反政府グループとは対照的に、英語名を持つ特徴がある。TRFはカシミールの民族主義に焦点を当てることを目指している。TRFは独立した抵抗グループであると主張しているが、インド政府はパキスタンを拠点とするラシュカレトイバの分派であると考えている。TRFは、襲撃の主要な動機として、85,000人以上の非カシミール人の入植を挙げ、これが人口構成の変化を引き起こしていると主張している。
襲撃犯は、襲撃の理由として、カシミール渓谷における非カシミール人の入植が人口構成の変化を引き起こしていると主張した。情報機関は後に、ラシュカレトイバの最高司令官であるサイフラ・カスリ（別名ハリド）がこの虐殺の首謀者であると特定した。

## インド国内の反応

### 政府
インド首相ナレンドラ・モディはサウジアラビア訪問を短縮してインドに帰国し、この問題に関する会議を主宰した。連邦内務大臣アミット・シャーは状況を評価し、治安対応を調整するためにシュリーナガルへ向かい、その後、襲撃現場を訪れた。4月23日、インド軍は対テロ作戦のために地上待機中だったHAL ドゥルーブヘリコプターの限定的な運用許可を与えた。4月24日、中央政府はこの陰惨なテロ攻撃の後、野党指導者たちに状況を説明するために全政党会議を招集した。

### 外交
4月23日夜、治安閣僚委員会（CCS）が首相の議長の下で開催された。この会議の後、インドの外務次官ヴィクラム・ミスリが治安閣僚委員会と共に特別記者会見を行った。
彼は、パキスタンが国境を越えたテロ支援を停止するまで、パキスタンとのインダス水条約を即時一時停止するというインドの決定を発表した。さらに、アタリ–ワガ国境にある統合検問所の閉鎖、SAARC査証免除制度に基づくすべてのパキスタン国民のインドへの渡航禁止、および以前に発行されたすべての査証の取り消しを発表した。
加えて、ニューデリーのパキスタン高等弁務官事務所に駐在するパキスタンの駐在武官は追放され、イスラマバードに駐在するインドの駐在武官は引き揚げられ、イスラマバードのインド高等弁務官事務所の職員数は55人から30人に削減された。これらの駐在武官のポストは廃止されたものとみなされた。

### 捜査
インド国家捜査局 (NIA) は、4月23日に現場を視察した後、襲撃事件の捜査を開始した。目撃者の証言に基づき、ジャンムー・カシミール警察は、襲撃に関与したとされる武装勢力のうち3人の似顔絵を公開した。警察はさらに、彼ら全員がラシュカレトイバと関連があり、少なくとも2人は外国人であると述べた。容疑者は、アシフ・ファウジ、スレマン・シャー、アブ・タルハと特定され、それぞれコードネームでムーサ、ユヌス、アシフとして知られている。彼ら全員が、以前にプーンチ地域で発生した武装勢力関連事件に関与していた。

### 世論
襲撃後、ジャンムー・カシミールを離れる観光客の数が増加したことが記録され、エア・インディアはこの地域への臨時便を運航した。インドの多くの地域で、襲撃を非難する抗議デモが行われた。
この襲撃は、政界指導者や市民社会から即座に広範な非難を浴びた。インド大統領ドラウパディ・ムルムは、「卑劣で非人道的な行為」と呼んだ。副大統領ジャグディープ・ダンカールはこの行為を「非難されるべき」と呼び、非難した。モディ首相はこの襲撃を「衝撃的で痛ましい」と述べ、責任者は法の裁きを受けるだろうと述べた。
ジャンムー・カシミール州首相オマル・アブドゥッラーはこの事件を「近年、民間人を標的としたものとしては、我々が見てきたどの事件よりもはるかに大規模だ」と述べた。国防大臣ラージナート・シンは「卑怯者の行為」とレッテルを貼った。ローク・サバーの野党指導者ラーフル・ガンディーはこの襲撃を「恐ろしい」と表現し、犠牲者への支援を強調するとともに、与党インド人民党を批判した。

## 国際社会の反応
この襲撃は、イラン、イスラエル、イタリア、サウジアラビア、アラブ首長国連邦、イギリス、アメリカ合衆国、そしてアフガニスタン、バングラデシュ、ブータン、中国、スリランカを含むインドの近隣諸国から、犠牲者への非難と哀悼の声明を引き出した。国際連合と欧州連合も同様の声明を発表した。
パキスタン外務省は犠牲者の家族に哀悼の意を表し、同国の国防大臣カージャ・アシフはパキスタンの襲撃への関与疑惑を否定し、「これはすべて国内で発生したものであり、インドに対する革命が、いわゆる異なる州で起きている。一つや二つではなく、数十もの革命が、ナガランドからカシミール、南部、チャッティースガル、マニプールで起きている。これらすべての場所で、インド政府に対する革命が起きている」と述べた。
パキスタンはまた、事件後にインド政府が発表した措置に対し、包括的な報復を行うとインドに警告した。4月24日、パキスタンはインド国民に発行された査証を停止し、インドの航空機に対して領空を閉鎖した。インドの国境警備隊 (BSF)第182大隊に所属する兵士が、フェローズプル国境で誤ってパキスタン支配地域に入った後、パキスタン・レンジャーズに捕らえられた。